# Johnny Briceño

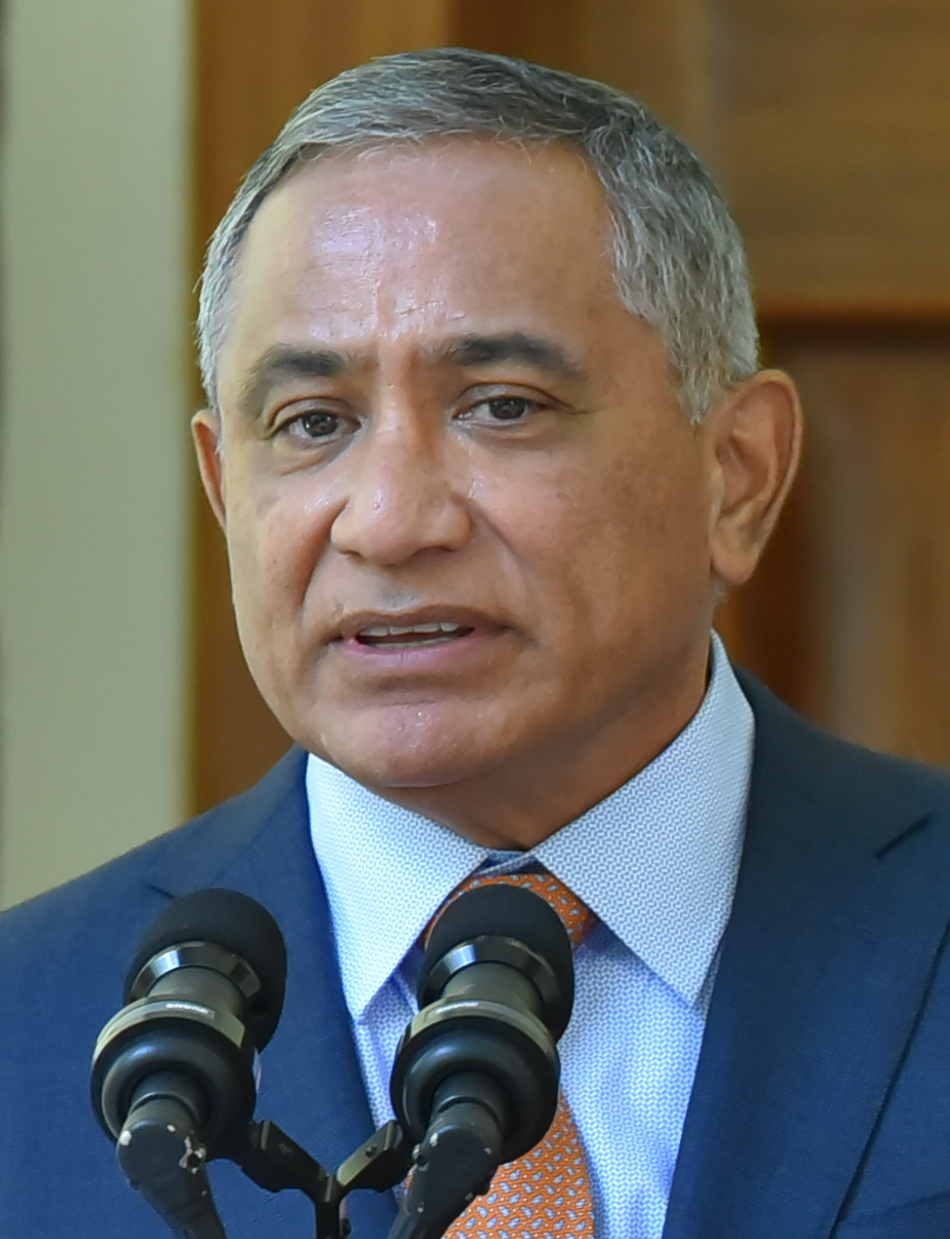
Johnny Briceño während eines offiziellen Besuchs bei Alejandro Giammattei

John Antonio Briceño, allgemein bekannt als Johnny Briceño (* 17. Juli 1960 in Orange Walk Town), ist ein belizischer Politiker und Unternehmer, der seit dem 12. November 2020 Premierminister von Belize und seit 2016 Vorsitzender der People’s United Party (PUP) ist. Er war Oppositionsführer von 2008 bis 2011 und erneut von 2016 bis 2020. Von 1998 bis 2007 war er stellvertretender Premierminister unter Said Musa.

## Laufbahn
John Briceño stammt aus Orange Walk Town im Norden von Belize. Sein Vater Elijio Joe Briceño war Vorsitzender des Verbandes der Zuckerrohrpflanzer (Belize Sugar Cane Farmers Association) und diente später als Minister für Energie und Kommunikation. Er erwarb 1980 einen Associate Degree in Business Administration am St. John’s College in Belize City und 1985 einen Bachelor in Business Administration an der University of Texas at Austin.
1993 wurde er in das Repräsentantenhaus von Belize gewählt, wo er den Orange Walk District vertritt. 1994 wurde Briceño zum Ko-Vorsitzenden der People’s United Party gewählt. 1996 wurde er zum stellvertretenden Parteivorsitzenden gewählt. Als die PUP 1998 die Wahlen gewann, wurde Briceño zum stellvertretenden Premierminister und Minister für natürliche Ressourcen und Umwelt ernannt. Von 2004 an war er zusätzlich Finanzminister. 2007 trat Briceño von allen seinen Kabinettsämtern zurück.
Am 11. November 2020 gewann die von Briceño angeführte People’s United Party bei den Parlamentswahlen 2020 eine Mehrheit und besiegte die von Patrick Faber angeführte United Democratic Party. Er trat am 12. November 2020 sein Amt als Premierminister von Belize an. Er ist der erste Premierminister, der nicht aus Belize City stammt. Bei den Parlamentswahlen 2025 wurde Briceño mit einem starken Mandat wiedergewählt.

## Persönliches
Briceño ist verheiratet und Vater von drei Kindern.